# Grivița (gmina w okręgu Jałomica)
Grivița – gmina w Rumunii, w okręgu Jałomica. Obejmuje miejscowości Grivița i Smirna. W 2011 roku liczyła 3379 mieszkańców. 